# Danmarkshavn
Danmarkshavn er en lille vejrstation opført 1948 på Grønlands østkyst i Grønlands Nationalpark. Den ejes af DMI, der modtager tilskud til driften fra ICAO, og drives i praksis af Tusass A/S.
Vejrstationen er et vigtigt værktøj til at foretage vejrprognoser for bl.a. Europa og Nordamerika. Dette er forklaringen på, at det ikke er DMI alene, der betaler for driften.
Stationen har en permanent bemanding på 6 personer, og er kendt som det nordligste sted på Grønlands østkyst som almindelige både kan nå, dvs. både som ikke er isbrydere.
Der laves målinger af lufttryk, temperatur, fugtighed, vindretning og vindhastighed, der måles i 2 meters højde. Derudover sendes en vejrballon op to gange i døgnet, som stiger til ca. 35 km højde hvor den springer, og giver information om atmosfæren hele vejen op. Disse data gøres tilgængelige for internationale vejrselskaber via satellit.
Stationen blev moderniseret i 2001.

## Historie
Stationen er opført på det sted, hvor Danmark-ekspeditionen havde base.
Under 2. verdenskrig forsøgte tyskerne at oprette hemmelige vejrstationer på Grønlands østkyst, da man herfra kunne foretage meteorologiske observationer til beregning af vejrudsigter for Europa. Det mislykkedes, da de blev opdaget og taget til fange af grønlandske fangere, og derefter overgivet til de amerikanske tropper der på den tid var på Grønland.